# Jonny Greenwood
Jonathan Richard Guy Greenwood (Oxford, 5 de noviembre de 1971), más conocido como Jonny Greenwood, es un reconocido músico multinstrumentalista y compositor británico, conocido por ser integrante de la banda de rock Radiohead, además de músico y compositor de música clásica contemporánea y música experimental en su trabajo en solitario, y en la banda de rock alternativo The Smile. Su rol principal en Radiohead es el de guitarra solista y teclista, aunque también toca la viola, la armónica, el glockenspiel, las ondas Martenot, el banjo o la percusión. En 2011 la revista Rolling Stone lo situó en el puesto 48.º en la Lista de los 100 guitarristas más grandes de todos los tiempos.
Ha compuesto la banda sonora de las películas Bodysong (2003), There Will Be Blood (2007), Norwegian Wood (2010), Tenemos que hablar de Kevin (2011), The Master (2012), Inherent Vice (2014), Phantom Thread (2017), You Were Never Really Here (2017), Licorice Pizza (2021), Spencer (2021) y The Power of the Dog (2021). Por Phantom Thread y The Power of the Dog fue nominado al Globo de Oro y al Óscar. Fue además compositor residente de la BBC Concert Orchestra. Es hermano del también miembro de Radiohead, Colin Greenwood, bajista del grupo.

## Radiohead

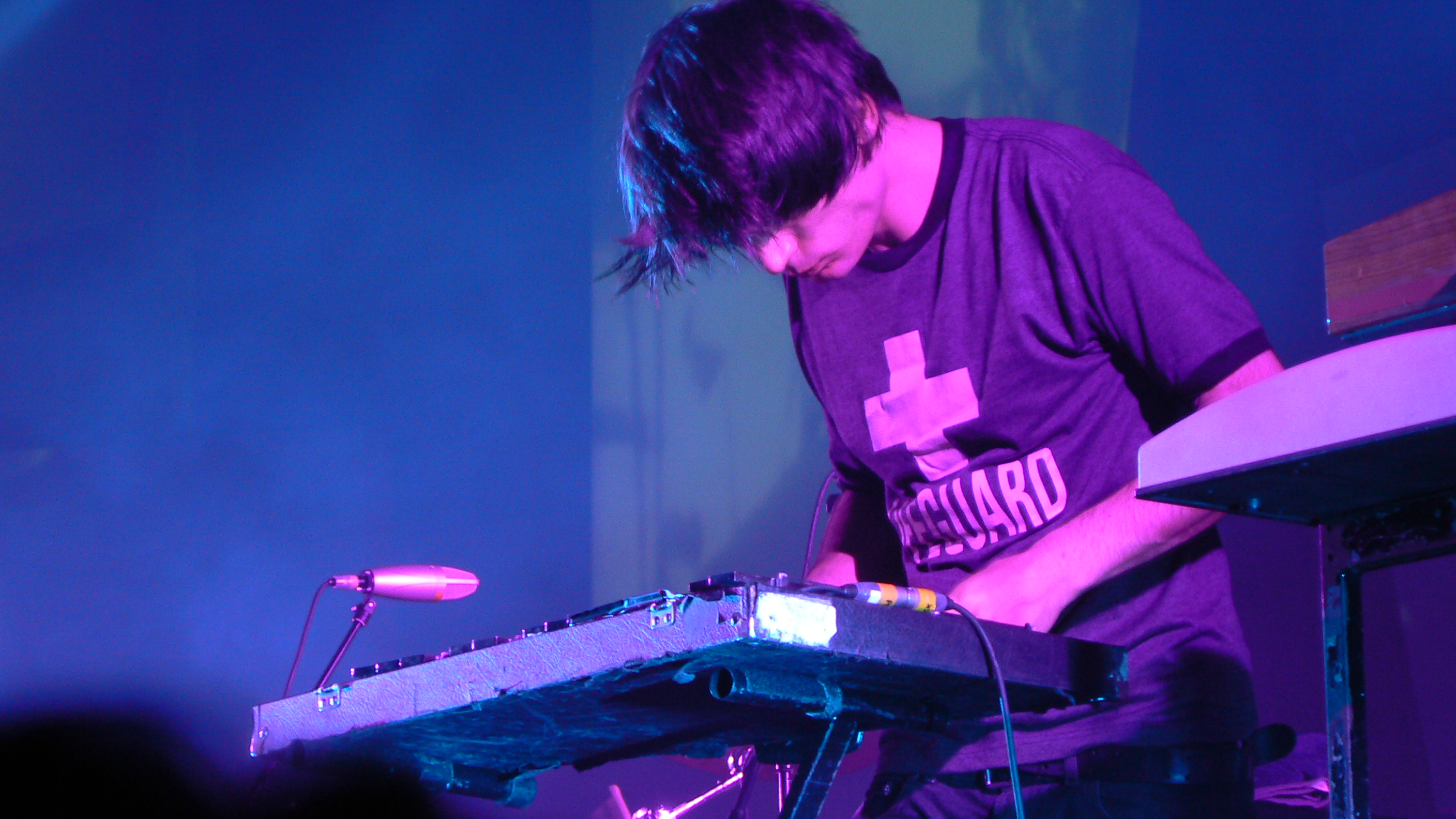
Greenwood tocando el glockenspiel en una presentación en directo de Radiohead en 2006.

Greenwood había comenzado a estudiar Psicología en Oxford Brookes University (en ese entonces Oxford Polytechnic University) cuando el predecesor de Radiohead, On A Friday, firmó un contrato de grabación con EMI en 1991, por lo que dejó la universidad poco después. Greenwood fue el último miembro en unirse a la banda, y comenzó como tecladista. Es el único miembro de Radiohead con formación clásica en cualquier instrumento (tomó clases de viola en su niñez), y también el único componente de la banda sin un título universitario.
Jonny es considerado a menudo como una de las cabezas creativas de la banda. Es el encargado de tocar la primera guitarra, así como también el piano, el órgano, el glockenspiel, la armónica, las ondas Martenot, la viola, el banjo, el sintetizador, y otros instrumentos con los que nunca ha grabado. Las originales contribuciones de Jonny para Radiohead incluyen la canción de un rock más bien suave "The Tourist" y el tema "A Wolf at the Door", dos pistas que cierran los álbumes OK Computer y Hail to the Thief, respectivamente. También se le acredita haber compuesto el intro, estribillo y outro de "Subterranean Homesick Alien", así como también los arreglos de la canción "Go Slowly" del álbum In Rainbows. Thom Yorke ha resaltado que la canción "Just" del disco The Bends era "una competición entre Jonny y yo para conseguir tantos acordes como fuera posible dentro de la canción". El extremadamente agresivo estilo de Jonny para tocar la guitarra le causó en el pasado una repetitiva lesión en su brazo derecho. Aconsejado por su médico a usar un soporte en su brazo por un período de tiempo, dicho refuerzo se ha convertido en una especie de marca registrada. "Disfruto poniéndomelo antes de tocar... Es como vendarte las manos antes de boxear." Jonny utiliza también las ondas Martenot, un viejo instrumento musical electrónico que cataloga como uno de sus favoritos. Compuso el tema "Smear" con un par de ondas Martenot. Las ondas pueden ser escuchadas en muchas canciones de Radiohead, sobre todo en "The National Anthem", del álbum Kid A así como también en "Where I End and You Begin" del álbum Hail To The Thief, tema que fue dedicado a Jeanne Loriod, una pionera en las Ondas Martenot. Jonny también utiliza sistemas análogos RS8000 en temas como "Idioteque" y aparatos como el Korg Kaoss Pad, usado por ejemplo en "Everything in Its Right Place" para samplear la voz de Yorke.
Greenwood ha inspirado a muchos con su agresivo estilo y forma de tocar.

## Trabajo en solitario
En 1998 participó, junto a Thom Yorke, en la banda sonora de la película Velvet Goldmine donde ambos integraron el supergrupo Venus in Furs, creado especialmente para la misma. En 1999 colaboró con el grupo Pavement en el álbum Terror Twilight, donde toca la armónica en los temas "Platform Blues" y "Billie".
En 2003, Jonny Greenwood lanzó Bodysong, un álbum instrumental con la música que compuso para el documental del mismo nombre dirigido por Simon Pummell. La banda sonora incluye canciones interpretadas por una orquesta, la mayoría procesadas electrónicamente, incluyendo desde cuartetos de cuerdas a piano y ondas Martenot. Este fue el primer álbum de un miembro de Radiohead como solista, aunque su hermano Colin también colaboró en el mismo.
En mayo de 2004, Jonny fue contratado como compositor residente de la BBC Concert Orchestra, lo que le dio la oportunidad de experimentar con piezas de piano, ondas Martenot y orquesta. Algunas de sus obras para la BBC son Smear, Piano For Children y Popcorn Superhet Receiver. Este último tema lo hizo acreedor al premio otorgado por los oyentes de la BBC Radio 3. La pieza está inspirada en el fenómeno del ruido blanco, y los acordes disonantes del tema de Penderecki Threnody for the Victims of Hiroshima. Este premio, además de 10 000 libras en efectivo, le trajo el encargo de una nueva pieza orquestral.
En 2004 participó en el film Harry Potter y el cáliz de fuego, junto a Phil Selway y Jarvis Cocker (excantante de Pulp), como parte de Weird Sisters, la banda que actúa en la fiesta de la película. Ese mismo año, él y Thom Yorke integraron el supergrupo Band Aid 20, donde Jonny se encargó de tocar la guitarra en una nueva versión del sencillo benéfico "Do They Know It's Christmas?". En 2005 actuó junto a Thom y la Orquesta Árabe de Nazareth, donde presentaron el tema "Arpeggi".
En 2006 Jonny reveló a través de Dead Air Space que había desarrollado recientemente un gusto por el reggae y el dub, por lo que comenzó una colaboración con Trojan Records, para quienes compiló un disco de estos géneros, eligiendo entre las mejores canciones del catálogo del sello. El producto final se llamó Jonny Greenwood is The Controller y salió en marzo de 2007.
Tras la salida de In Rainbows, Jonny reveló que nuevamente había incursionado en el cine, realizando esta vez el score para la película There Will Be Blood, de Paul Thomas Anderson. Por este trabajo recibió un gran número de nominaciones a premios importantes, pasando desde los Grammy y los BAFTA. Se rumoreaba además que podía recibir una nominación a los premios Óscar de la Academia Americana de Cinematografía, pero debido a la inclusión de una pieza compuesta previamente, «Convergence», la nominación le fue negada.

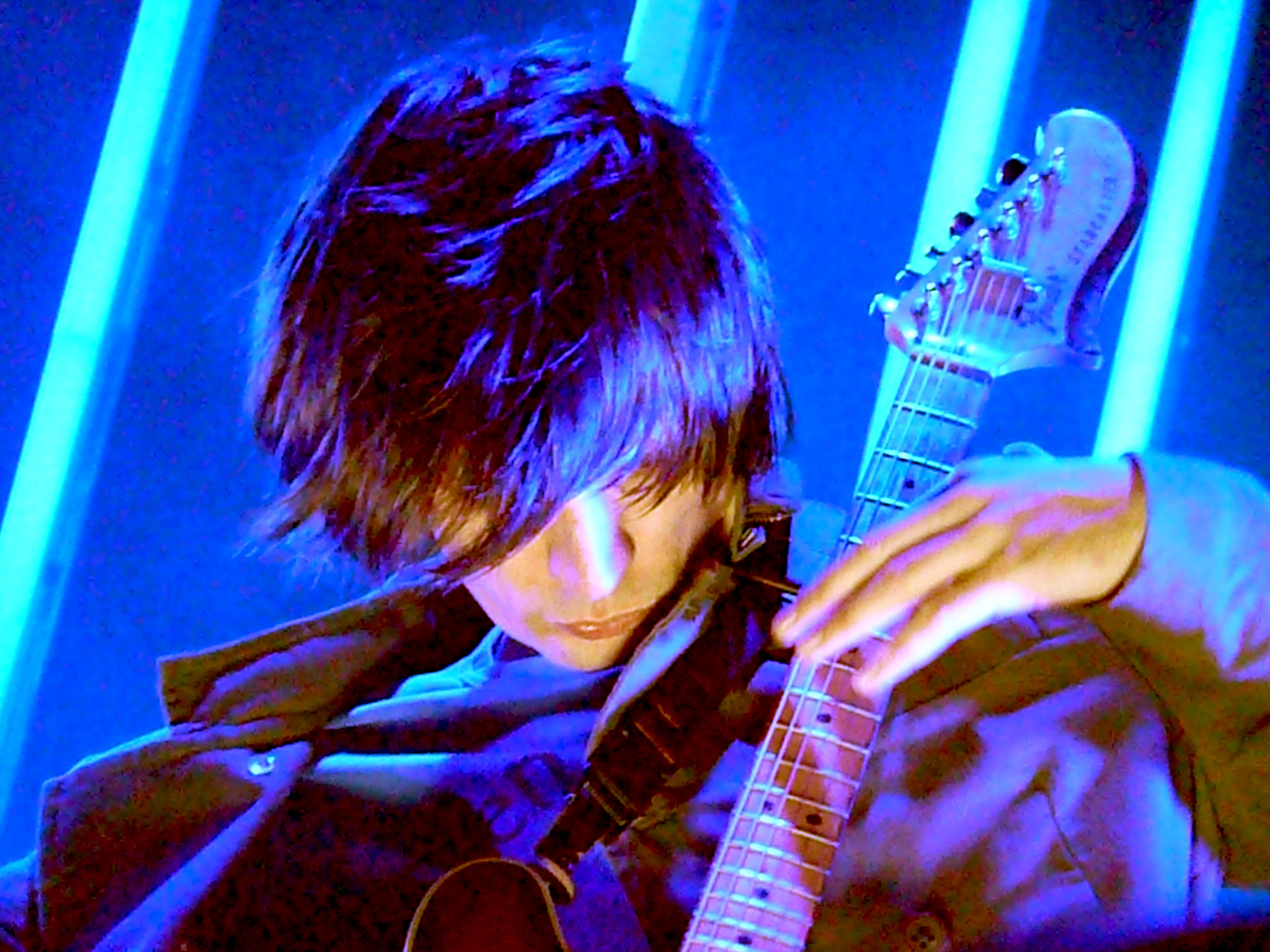
Jonny Greenwood en 2008.

A comienzos de 2009 se lanzó una colaboración de Jonny con el músico israelí Dudu Tassa; más precisamente en el tema "What a Day".
En febrero de 2010 Jonny estrenó su segunda obra como compositor residente de la BBC, conocida como Doghouse. "Me inspiré en la orquesta en sí misma (...) tenía muy en cuenta a los músicos que la interpretarían y la orquesta a la que pertenecían. Pero en lugar de componer un rejunte superficial de todo el trabajo anterior de la Orquesta, intenté hacer que la música suene físicamente vieja. Y aunque las ideas musicales no provinieron de la noción de una orquesta de radio, el método, arreglos y texturas sin lugar a dudas si provienen de allí”. El 25 de junio de 2010, Jonny y Thom Yorke actuaron de forma sorpresa en el Festival de Glastonbury, interpretando tanto canciones solistas de Thom como temas de Radiohead.
Hacia finales de 2010, se estrenó también la tercera banda sonora compuesta por Jonny, esta vez para la película Norwegian Wood, basada en el libro de Haruki Murakami. En 2011 realizó la música para la película Tenemos que hablar de Kevin.
El 13 de marzo de 2012, Greenwood lanzó conjuntamente con Krzysztof Penderecki el álbum Polymorphia, que incluyó una pieza nueva compuesta por él y titulada 48 Responses to Polymorphia, así como su antiguo tema Popcorn Superhet Receiver. Ambos estaban inspirados en las composiciones de Penderecki Polymorphia y Treno a las Víctimas de Hiroshima respectivamente, también incluidas en el álbum. En 2012, Jonny realiza su quinta banda sonora para una película, y su segunda junto al director Paul Thomas Anderson, creando la música de The Master, película que obtuvo muy buenas opiniones en cuanto al trabajo logrado por Greenwood. En 2014, repitió con el director por tercera vez al componer la música de la película Inherent Vice. Esta última incluyó una reinterpretación de la canción "Spooks", tema de Radiohead inédito en estudio que debutó en directo en 2006.
El 25 de febrero de 2015 se publicó la banda sonora del documental protesta The UK Gold (2013), compuesta por Thom Yorke (Radiohead) y Robert Del Naja (Massive Attack), en la que Jonny participa con su compañero de Radiohead en los temas "Tap24+Hiha24" y "Pin Loon Break Up". A comienzos de 2015, Jonny viajó a Rajastán (India) junto a Nigel Godrich, productor habitual de Radiohead, para grabar un álbum con el músico israelí Shye Ben Tzur y el grupo indio Rajasthan Express. La realización del mismo tuvo lugar en la Fortaleza de Mehrangarh. Un documental sobre la grabación, titulado Junun al igual que el disco, fue dirigido por Paul Thomas Anderson y estrenado el 8 de octubre en MUBI. El álbum se lanzó finalmente el 20 de noviembre de ese año.

## Influencias
Greenwood citó a John McGeoch de Magazine como su principal influencia: "Ningún guitarrista me ha inspirado tanto como John McGeoch". "Hicimos una versión de "Shot By Both Sides" y tocamos "Just", que se basa en el mismo tipo de ideas". También menciona entre sus principales influencias Art Blakey, Can, Talking Heads, y el compositor de música clásica Olivier Messiaen.
Los otros compositores que le inspiran cuando crea son Krzysztof Penderecki y György Ligeti: "la música de gente como Penderecki y Ligeti... todavía suena muy extraño y contemporáneo, y todavía suenan como la música del futuro para mí".

## Vida personal
Tiene una hermana mayor llamada Susan. En 1995, Jonny se casó con una artista visual israelí llamada Sharona Katan, con quien ha tenido tres hijos: Tamir, que nació en 2002 y a quien le dedicó el álbum Hail To The Thief, Omri, que nació en 2005, y Zohar, que nació en febrero de 2008. 
Es daltónico. Aparentemente, no estuvo muy conforme con el sonido de su voz, por lo que en su momento realizó pocas entrevistas.[cita requerida]
Su padre falleció cuando Greenwood tenía cinco años.

## Bandas sonoras

### Como compositor
| Año  | Película                    | Director             | Notas |
| ---- | --------------------------- | -------------------- | --- |
| 2003 | Bodysong                    | Simmon Pummel        | |
| 2007 | There Will Be Blood         | Paul Thomas Anderson | - Premio a la mejor banda sonora en el Festival de Cine de Berlín. - Mejor compositor en los Critics' Choice Movie Award. - Mejor banda sonora para la Asociación de críticos de cine de Austin. - Mejor banda sonora para la San Diego Film Critics Society. - Mejor banda sonora en los Evening Standard British Film Awards. - Mejor banda sonora original para la Online Film & Television Association. - Mejor banda sonora en los Online Film Critics Society Awards. - Mejor banda sonora en los International Cinephile Society Awards. - Mejor banda sonora para Las Vegas Film Critics Society Awards. - Mejor uso de música para la New York Film Critics, en línea. - Mejor compositor innovador del año para la International Film Music Critics Association. 2.ª mejor banda sonora para la Asociación de Críticos de Cine de Los Ángeles. 2.ª mejor banda sonora en los Awards Circuit Community Awards. - Nominado a mejor banda sonora en los Gold Derby Awards. - Nominado a mejor banda sonora en los International Online Cinema Awards. - Nominado a mejor banda sonora del año en los World Soundtrack Awards. - Nominado a mejor música original en los BAFTA. - Nominado a mejor música original para la Asociación de Críticos de Cine de Chicago. - Nominado a mejor banda sonora para la St. Louis Film Critics Association. - Nominado a mejor banda sonora para la Houston Film Critics Society. - Nominado a mejor banda sonora en los Premios Saturn. - Nominado a Grammy al mejor álbum de banda sonora para medio visual. |
| 2010 | Norwegian Wood              | Trần Anh Hùng        | - Mejor compositor en el Dubai International Film Festival. |
| 2011 | Tenemos que hablar de Kevin | Lynne Ramsay         | |
| 2012 | The Master                  | Paul Thomas Anderson | - Mejor música original para la Asociación de Críticos de Cine de Chicago. - Mejor banda sonora para la San Diego Film Critics Society. - Mejor banda sonora para la Washington D. C. Area Film Critics Association. - Mejor banda sonora para la Boston Online Film Critics Association. - Mejor banda sonora en los Indiewire Critics' Poll. 2.ª mejor banda sonora en los International Cinephile Society Awards. - Nominado a mejor compositor en los Critics' Choice Movie Award. - Nominado a mejor banda sonora en los International Online Cinema Awards. - Nominado a mejor banda sonora en los International Online Film Critics' Poll. - Nominado a mejor música original para la Houston Film Critics Society. - Nominado a mejor banda sonora para la Asociación de Críticos de Cine de Los Ángeles. - Nominado a mejor banda sonora para la Houston Film Critics Society. - Nominado a mejor banda sonora en los Awards Circuit Community Awards. - Nominado a mejor banda sonora en los Gold Derby Awards. - Nominado a mejor banda sonora por la Georgia Film Critics Association (GFCA). - Nominado a mejor banda sonora del año en los World Soundtrack Awards. - Nominado a mejor banda sonora en los Premios Satellite. |
| 2014 | Inherent Vice               | Paul Thomas Anderson | - Mejor banda sonora para la Asociación de Críticos de Cine de Los Ángeles. - Mejor uso de música en película para la Boston Society of Film Critics. - 3.ª mejor banda sonora en los Indiewire Critics' Poll. - Nominado a mejor banda sonora para Denver Film Critics Society. - Nominado a mejor música para la St. Louis Film Critics Association. - Nominado a mejor banda sonora para la International Film Music Critics Association. |
| 2015 | Junun                       | Paul Thomas Anderson | |
| 2017 | Phantom Thread              | Paul Thomas Anderson | - Mejor banda sonora para la Asociación de Críticos de Cine de Los Ángeles. - Mejor banda sonora para la Boston Society of Film Critics. - Mejor banda sonora para la Asociación de Críticos de Cine de San Francisco. - Nominado a mejor uso de música para la Detroit Film Critics Society. - Nominado a mejor banda sonora en los Premios Globo de Oro. - Nominado a mejor banda sonora en los Premios Óscar. |
| 2017 | You Were Never Really Here  | Lynne Ramsay         | - Mejor música en los British Independent Film Awards. |
| 2021 | Licorice Pizza              | Paul Thomas Anderson | |
| 2021 | Spencer                     | Pablo Larraín        | |
| 2021 | The Power of the Dog        | Jane Campion         | - Nominado a mejor banda sonora en los Premios Globo de Oro. - Nominado a mejor banda sonora en los Premios Óscar. |

### Como intérprete
- Velvet Goldmine (1998).
- Harry Potter y el cáliz de fuego (2005). Por «Magic Works», nominado a mejor canción original en los World Soundtrack Awards (compartido con Jarvis Cocker, Phil Selway, Steve Mackey, Steve Claydon y Jason Buckle).
- The UK Gold (2015).

## Equipamiento
Guitarras eléctricas
- Fender Telecaster Plus remodelada
- Fender Starcaster 1975

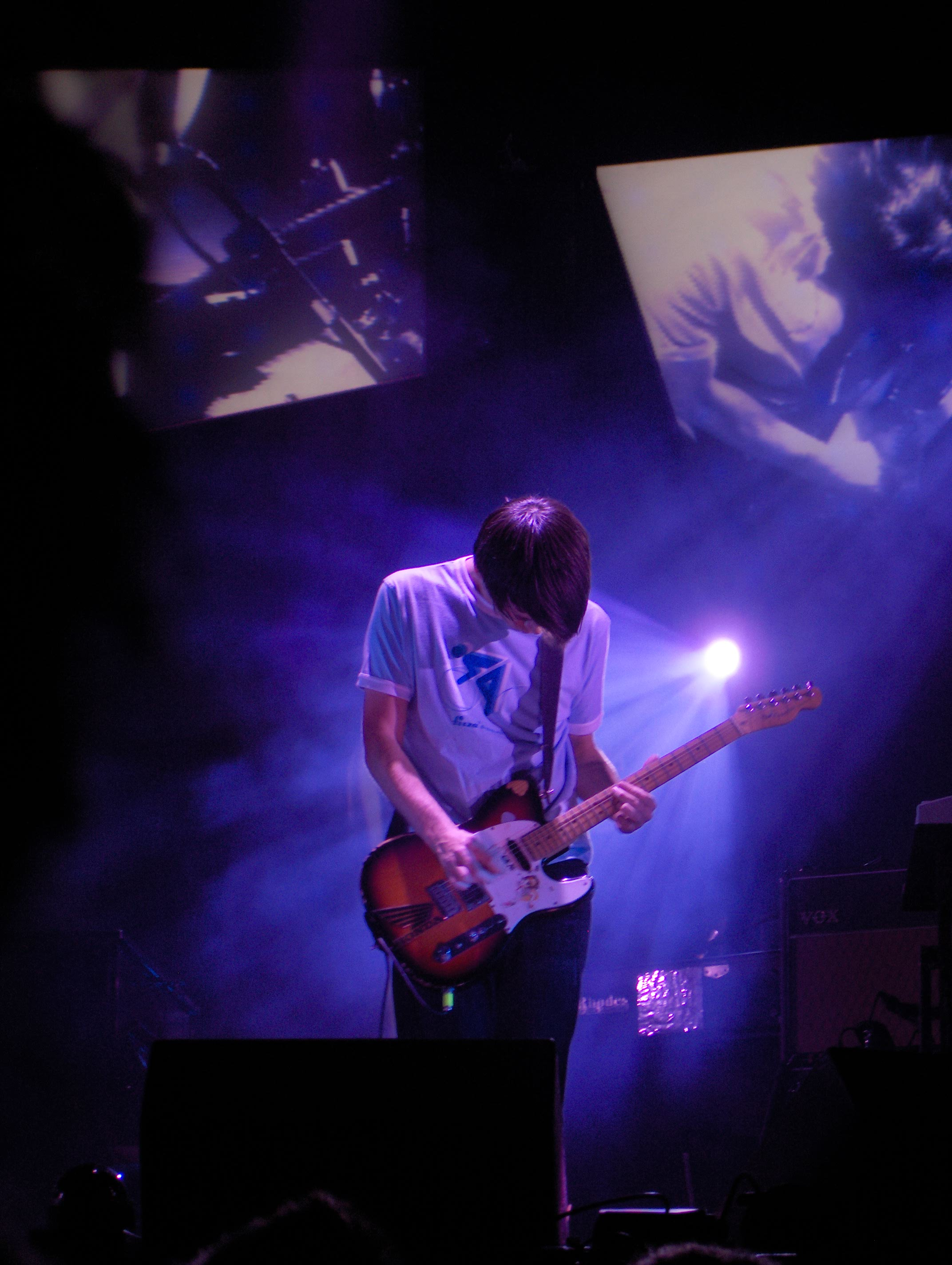
Jonny tocando su Fender Telecaster Plus en un concierto en Avenches (2006).

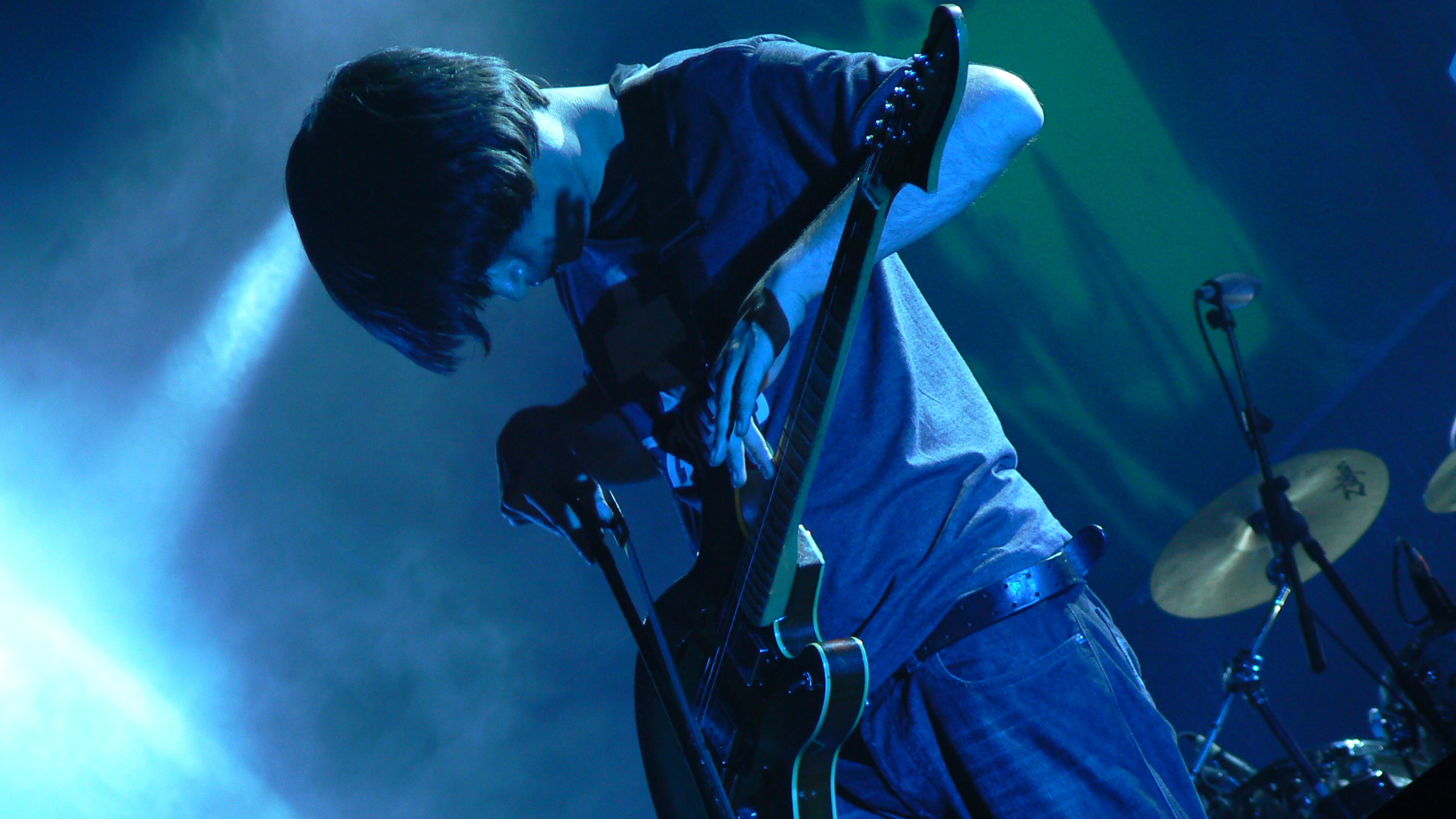
Greenwood usando un arco con su Fender Starcaster 1975 durante el tema "Pyramid Song" (2006).

- Gretsch G6119-1962HT Tennessee Rose HT.+
- Gibson Les Paul HD.6X-Pro Digita
- Gibson ES-335
- Rickenbacker 360 (usada para "The Daily Mail")

Guitarras acústicas
- Martin D-35
- Taylor Big Baby

Pedales de efectos
- Electro-Harmonix Holy Grail
- Electro-Harmonix Polychorus
- Electro-Harmonix Small Stone
- Demeter 'The Tremulator'
- DOD 440 Envelope Filter
- Digitech WH-1 Whammy
- BOSS SD-1 SUPER OverDrive
- BOSS RE-20 Space Echo
- Akai Headrush E1 and E2
- BOSS LS-2 Line Selector (A/B mode) (x4)
- Marshall ShredMaster
- Pro Co Turbo RAT
- BOSS FV-500L Volume Pedal
- BOSS TU-12H Chromatic Tuner
- Roland FC-200 MIDI Foot Controller
- Mutronics Mutator
- Voodoo Lab Pedal Power 2 Plus